# Klout
Klout — компания, расположенная в Сан-Франциско. Работает в области анализа социальных связей и занимается измерением степени влияния пользователей в социальных сетях. Аналитика производится на основе данных сайтов Twitter, Facebook, LinkedIn, Foursquare, YouTube, Instagram, Tumblr, Blogger, WordPress, Last.fm и Flickr, измеряет размер персональной сети, количество публикуемого контента и то, как другие пользователи взаимодействуют с этими публикациями.

## Методология
Klout оценивает степень влияния, используя показатели Twitter, как:
- сколько авторов отслеживает пользователь,
- сколько авторов отслеживают пользователя,
- количество ретвитов,
- упоминания в списках авторов,
- за какими спам/мертвыми авторами вы следите,
- какова степень влияния тех, кого вы ретвитите,
- количество приватных сообщений.[источник не указан 1777 дней]

Полученная информация объединяется с информацией из Facebook, комментариями, отметками о понравившейся публикации, количеством друзей. Все эти данные отображаются в «Klout Score», который показывает степень влияния пользователя в социальных сетях.